# 齋藤仁美
齋藤 仁美（さいとう ひとみ、1990年7月9日 - ）は日本のショートトラックスピードスケート選手。神奈川県相模原市出身。

## 経歴
長女・仁美、長男・悠、次男・慧、三男・駿の四兄（姉）弟揃ってのスケート選手として知られる。小学校4年の時に相模原市にあるスケートリンク「銀河アリーナ」でスケートを始める。
相模原市立清新中学校、麻溝台高等学校、神奈川大学人間科学部卒業。日本オリンピック委員会（JOC）が行っているアスリートの就職支援ナビゲーション「アスナビ」を活用し、2013年に株式会社オーエンスに入社した。
2018年平昌オリンピックのショートトラック日本代表に、弟の慧とともに選出された（弟はドーピング問題で出場できず）。2018年2月22日ショートトラック女子1000ｍ準々決勝で敗退「（弟のドーピング騒動に）動揺はしたけど、それを言ってはいけない」「（選手村を離れた弟を思い）一緒に出たかった」と涙をこらえてコメントした。

## 成績
- 2017年 全日本ショートトラック選手権大会 1500m優勝、総合2位
- 2017年 第8回アジア冬季競技大会 1500m9位、リレー4位
- 2017年 世界ショートトラック選手権大会 リレー3位
- 2018年2月11日　平昌オリンピック・ショートトラック・女子3000ｍリレー2組4着（斎藤仁美（オーエンス）、菊池悠希（ＡＮＡ）、菊池純礼（トヨタ自動車）、神長汐音（長野・小海高））
- 2018年2月20日　平昌オリンピック・ショートトラック・女子3000ｍリレー6位（斎藤仁美（オーエンス）、菊池悠希（ＡＮＡ）、菊池純礼（トヨタ自動車）、神長汐音（長野・小海高））
- 2018年2月20日　平昌オリンピック・ショートトラック・女子1000ｍ準々決勝進出
- 2018年2月22日　平昌オリンピック・ショートトラック・女子1000ｍ準々決勝2組4着敗退